# Melvin Fleur
Melvin Fleur (Amsterdam, 18 februari 1982) is een gewezen Nederlandse voetballer. Hij werd opgeleid bij Ajax, maar brak door bij RBC Roosendaal. In 2009 zette hij na een zware knieblessure een punt achter zijn spelersloopbaan.

## Carrière
Melvin Fleur voetbalde bij AS '80 toen hij in 1991 de overstap maakte naar het grote Ajax. De jonge verdediger doorliep alle jeugdreeksen, maar besloot toch om de club na 10 jaar te verlaten. Op 19-jarige leeftijd trok Fleur samen met Sherjill Mac-Donald van Ajax naar het Belgische RSC Anderlecht.
Eén keer mocht Fleur het shirt van Anderlecht aantrekken. In een competitiewedstrijd tegen KSK Beveren mocht hij na 80 minuten invallen voor Tarek El Saïd. Het was de laatste wedstrijd van het seizoen en van toenmalig trainer Aimé Antheunis. Anderlecht won de partij met 3-0.
In de zomer van 2002 keerde Fleur terug naar Nederland. Hij ging aan de slag bij RBC Roosendaal en werd er meteen een vaste waarde. Vier seizoenen lang bleef de club in de eredivisie. Na meer dan 100 wedstrijden voor de Noord-Brabantse club zette Fleur een punt achter zijn carrière. Een zware knieblessure maakte voetbal op een hoog niveau onmogelijk.
Fleur begon vervolgens aan zijn studies fysiotherapie en sloot zich aan bij het bescheiden vv Noordwijk.

## Clubstatistieken
| Seizoen | Club           | Duels | Goals | Competitie     |
| ------- | -------------- | ----- | ----- | -------------- |
| 2001/02 | Anderlecht     | 1     | 0     | België         |
| 2002/03 | RBC Roosendaal | 29    | 1     | Eredivisie     |
| 2003/04 | RBC Roosendaal | 14    | 0     | Eredivisie     |
| 2004/05 | RBC Roosendaal | 10    | 0     | Eredivisie     |
| 2005/06 | RBC Roosendaal | 26    | 1     | Eredivisie     |
| 2006/07 | RBC Roosendaal | 29    | 3     | Eerste Divisie |
| 2007/08 | RBC Roosendaal | 0     | 0     | Eerste Divisie |
| 2008/09 | RBC Roosendaal | 1     | 0     | Eerste Divisie |
| 2009/10 | vv Noordwijk   |       |       | Hoofdklasse A  |
| Totaal  | Totaal         | 110   | 5     |                |